# Richy Müller

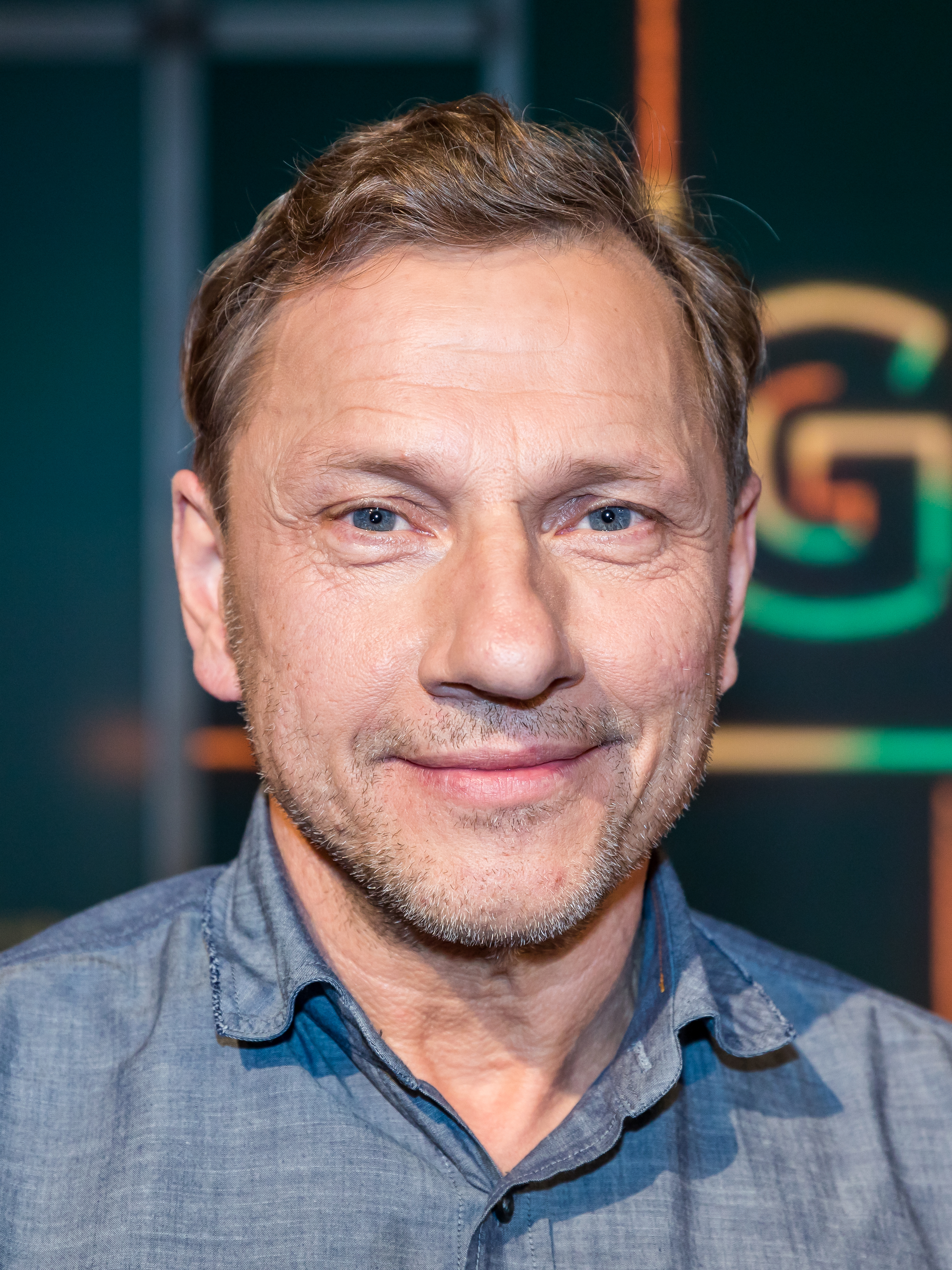
Richy Müller, 2018

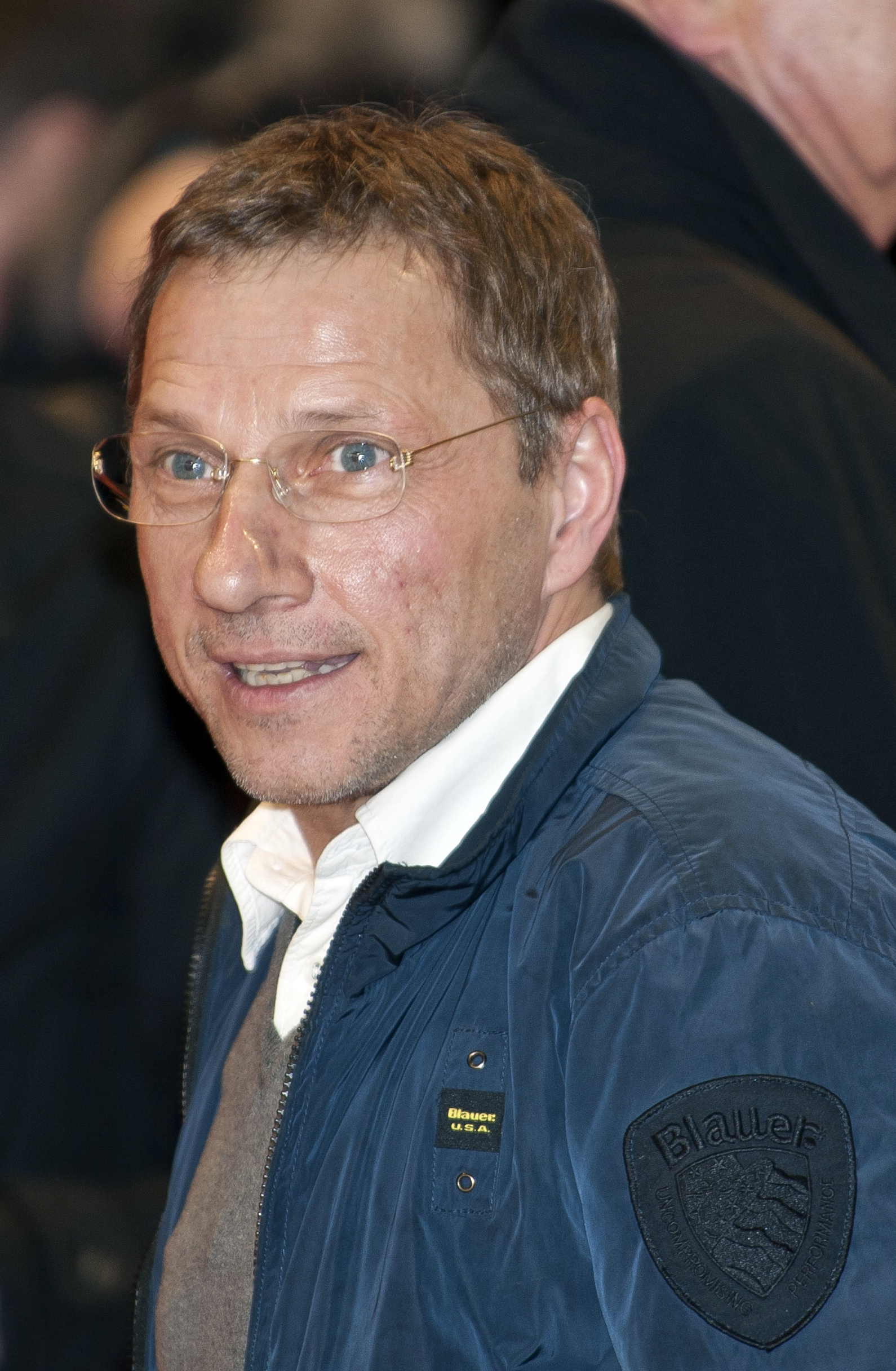
Richy Müller, 2011

Hans-Jürgen „Richy“ Müller (* 26. September 1955 in Mannheim) ist ein deutscher Schauspieler. Er wurde 1979 mit dem Fernsehdreiteiler Die große Flatter bekannt und spielt unter anderem den Stuttgarter Tatort-Kommissar Thorsten Lannert.

## Leben und Werk
Müller wurde 1955 in Mannheim geboren und wuchs im Stadtteil Seckenheim auf. Als gelernter Werkzeugmacher besuchte er zwei Jahre lang die Schauspielschule Bochum und zog anschließend nach West-Berlin. Derzeit wohnt er am bayrischen Chiemsee.
Mit seiner Rolle in dem Fernsehdreiteiler Die große Flatter als Jugendlicher Richy, der in einer Obdachlosensiedlung am Stadtrand von Berlin lebt, gelang ihm 1979 der Durchbruch als Schauspieler. Den ihm in der Öffentlichkeit daraufhin anhaftenden Rollennamen Richy machte er zu seinem Künstlernamen.
Es folgten weitere Rollen in Filmproduktionen wie Reinhard Hauffs Der Mann auf der Mauer, Roland Emmerichs Das Arche Noah Prinzip und Egon Günthers Rosamunde. Müller war auf die Darstellung raubeiniger Macho-Typen festgelegt, ehe er sich in den 1980er Jahren vorwiegend dem Theater verschrieb. Mit Rainer Kaufmanns Einer meiner ältesten Freunde kehrte er zum Film zurück. In unterschiedlichen Genres spielte er unter anderem in Irren ist männlich von Sherry Hormann, Farland von Michael Klier, Die innere Sicherheit von Christian Petzold und in Vier Minuten von Chris Kraus mit.
Einen Ausflug ins Hollywood-Kino unternahm er 2002 mit der Rolle des Milan Sova in Rob Cohens Triple X. Im selben Jahr besetzte ihn Dieter Wedel für seinen Fernsehmehrteiler Die Affäre Semmeling als Charly Wiesner. Seit 2008 ist Müller neben Felix Klare als Tatort-Kommissar des SWR in Stuttgart als Hauptkommissar Thorsten Lannert zu sehen. Für seine Rolle als Gutsverwalter in Chris Kraus’ Spielfilm Poll (2010) wurde er 2011 mit dem Deutschen Filmpreis für die beste männliche Nebenrolle ausgezeichnet. 2013 spielte er in dem Sat.1-Flüchtlingsdrama Willkommen im Club an der Seite von Lisa Martinek als Thilo Wagner in der Hauptrolle.
Neben der Schauspielerei begeistert sich Müller für den Motorsport. Er fährt Autorennen mit einer internationalen C-Lizenz, und trat im Rahmen des Porsche Cups zwischen 2011 und 2013 in einem Porsche 911 GT3 an. Daneben war er 2011 und 2014 Experte im Rahmen der Eurosportübertragung der 24 Stunden von Le Mans. Seit 2012 präsentierte er mittlerweile sechs Episoden des Reiseformats Das ist mein ...  bei n-tv.
Außerdem engagiert Müller sich als Botschafter für Arche IntensivKinder. Er wurde im Mai 2017 mit dem Verdienstorden des Landes Baden-Württemberg von Ministerpräsident Winfried Kretschmann für sein soziales Engagement ausgezeichnet. Seine Tochter ist die Journalistin Paulina Czienskowski.
Müller beteiligte sich im April 2021 an der Aktion #allesdichtmachen, bei der über 50 Schauspieler die Maßnahmen zur Eindämmung der COVID-19-Pandemie in ironisch-satirischen Videos kommentierten. Die Aktion löste kontroverse Diskussionen aus. Müller und weitere Schauspieler zogen ihr Video zurück.

## Filmografie (Auswahl)

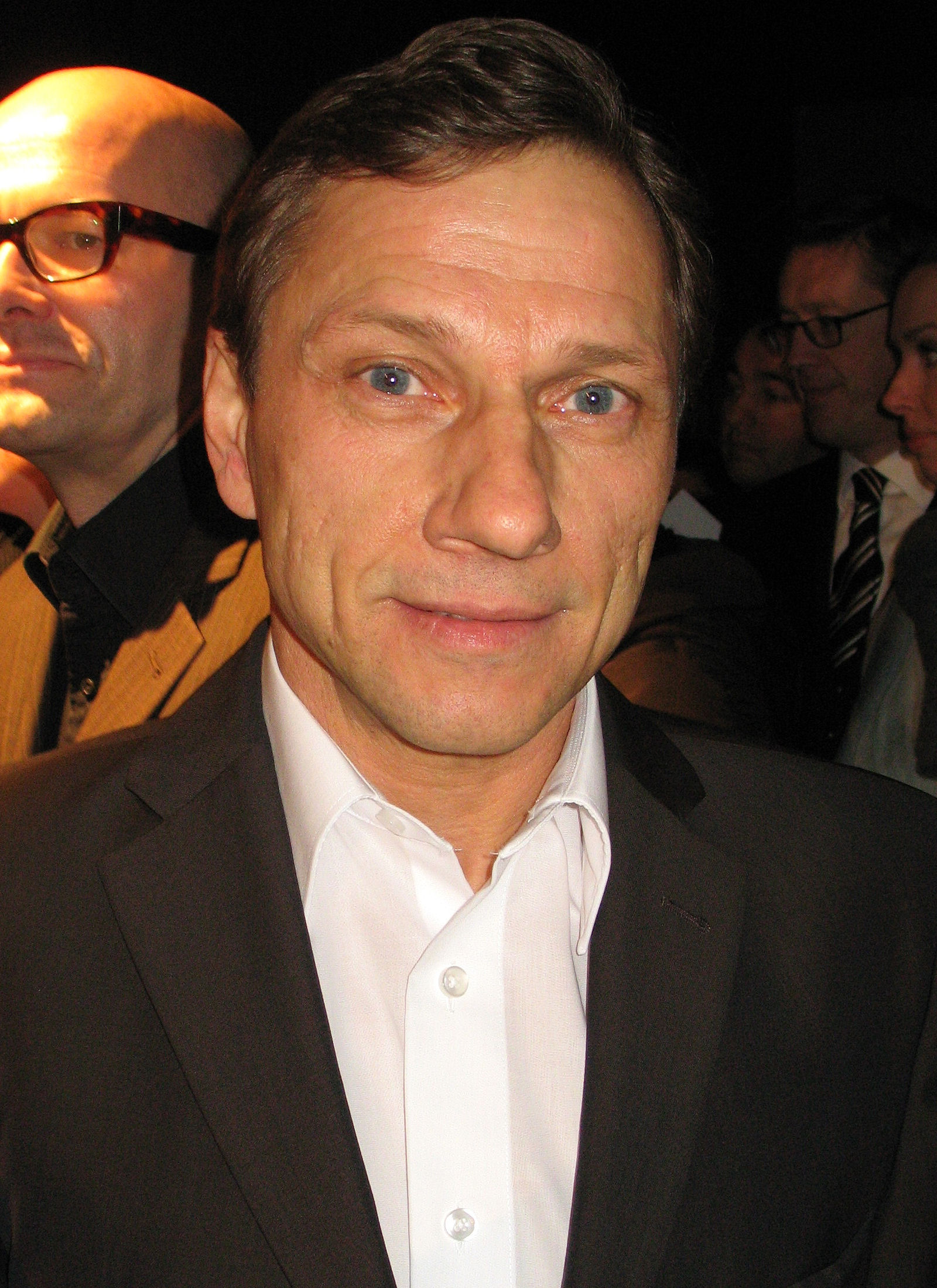
Richy Müller, 2009

### Kino
- 1980: Kein Reihenhaus für Robin Hood
- 1981: Jetzt und alles
- 1982: Sei zärtlich, Pinguin
- 1982: Wer spinnt denn da, Herr Doktor?
- 1982: Kamikaze 1989
- 1982: Der Mann auf der Mauer
- 1984: Das Arche Noah Prinzip
- 1985: Die Krimistunde (Fernsehserie, Folge 15, Episode: Tonys Tod)
- 1988: Die Stimme
- 1990: Rosamunde
- 1990: The Wonderbeats – Kings of Beat
- 1993: Die Denunziantin
- 1993: Three Shake-a-Leg Steps to Heaven
- 1995: Das Wunschkind
- 1996: Das Superweib
- 1996: Sexy Sadie
- 1996: Irren ist männlich
- 1997: Das Leben ist eine Baustelle
- 1997: Back in Trouble
- 1997: Die Apothekerin
- 1999: Gierig
- 2000: Fandango
- 2000: Die innere Sicherheit
- 2002: xXx – Triple X
- 2003: Tigermännchen sucht Tigerweibchen
- 2004: Allein
- 2004: Farland
- 2005: Am Tag als Bobby Ewing starb
- 2006: Die Wolke
- 2006: Vier Minuten
- 2007: Die Schatzinsel
- 2010: Poll
- 2012: Anleitung zum Unglücklichsein
- 2012: Die Vampirschwestern
- 2013: Schlussmacher
- 2013: Spieltrieb
- 2013: Die schwarzen Brüder
- 2014: Die Vampirschwestern 2 – Fledermäuse im Bauch
- 2016: Die Vampirschwestern 3 – Reise nach Transsilvanien
- 2018: So viel Zeit

### Fernsehen
- 1979: Die große Flatter (Fernsehdreiteiler)
- 1980: Die Seiltänzer (Fernsehserie)
- 1981: Tatort: Schattenboxen (Fernsehreihe)
- 1982: Beim Bund, (Fernsehserie, Folge 1 Zett Zwo)
- 1983: Das Traumschiff: Kenia – (Fernsehreihe)
- 1984: Pogo 1104 (Fernsehvierteiler)
- 1985–2004: Der Alte (Fernsehserie, verschiedene Rollen, 3 Folgen)
- 1986: Der Fahnder (Fernsehserie, Folge Auf eigene Faust)
- 1986: Der Junge mit dem Jeep
- 1991–1994: Derrick (Fernsehserie, verschiedene Rollen, 3 Folgen)
- 1991: Tatort: Tödliche Vergangenheit
- 1991: Mit tödlicher Sicherheit
- 1992: Eurocops (Fernsehserie, Folge Doppelleben)
- 1993: Ein Fall für zwei (Fernsehserie, Folge Gelegenheit macht Mörder)
- 1993: Die Männer vom K3: Tanz auf dem Seil (Fernsehreihe)
- 1994: Unschuldsengel
- 1994: Svens Geheimnis
- 1995, 2007: Doppelter Einsatz (Fernsehserie, verschiedene Rollen, 2 Folgen)
- 1996: Cuba Libre
- 1998: Die Cellistin – Liebe und Verhängnis
- 1998: Die Beischlafdiebin
- 1999: Ein großes Ding
- 2000: Rote Glut
- 2000: Stunde des Wolfs
- 2002: Liebe und Verrat
- 2002: Die Affäre Semmeling (Fernsehsechsteiler)
- 2003: Unsere Mutter ist halt anders
- 2004: Die Kirschenkönigin (Fernsehdreiteiler)
- 2006: Rose unter Dornen
- 2006: Das Duo: Unter Strom (Fernsehreihe)
- 2006: Nicht alle waren Mörder
- 2006: Blackout – Die Erinnerung ist tödlich (Fernsehserie, 6 Folgen)
- 2006: Der Kriminalist (Fernsehserie, Folge Mördergroupie)
- 2007: Noch ein Wort und ich heirate dich!
- 2007: GSG 9 – Ihr Einsatz ist ihr Leben (Fernsehserie, Folge Außer Kontrolle)
- 2007: Ein verlockendes Angebot
- 2008: Der Froschkönig (ARD-Märchenfilmreihe Sechs auf einen Streich)
- seit 2008: Tatort → siehe Lannert und Bootz
- 2009: Schatten der Gerechtigkeit
- 2010: Krimi.de (Fernsehserie, Folge Netzangriff)
- 2011: Vermisst – Alexandra Walch, 17
- Seit 2012: Präsentation "Das ist mein ..." Reisereportagenreihe n-tv
  - 2012: Victoria/Australien
  - 2012: Südaustralien und Tasmanien/Australien
  - 2013: Sabah/Malaysia
  - 2014: New South Wales und Queensland/Australien
  - 2015: Argentinien und Antarktis
  - 2019: Interlaken/Schweiz
  - 2024: Kissimmee und Punta Gorda & Englewood Beach/Florida/USA
  - 2024: Expeditionsfahrt Island und Grönland
- 2013: Willkommen im Club
- 2014: Die Seelen im Feuer
- 2014: Ein todsicherer Plan
- 2017: Anne und der König von Dresden
- 2017: Zaun an Zaun
- 2018: Schöne heile Welt
- 2019: Skylines (Fernsehserie, 6 Folgen)
- 2023: Anna und ihr Untermieter: Wenn du träumst von der Liebe

## Theater (Auswahl)
1979: Pfalztheater

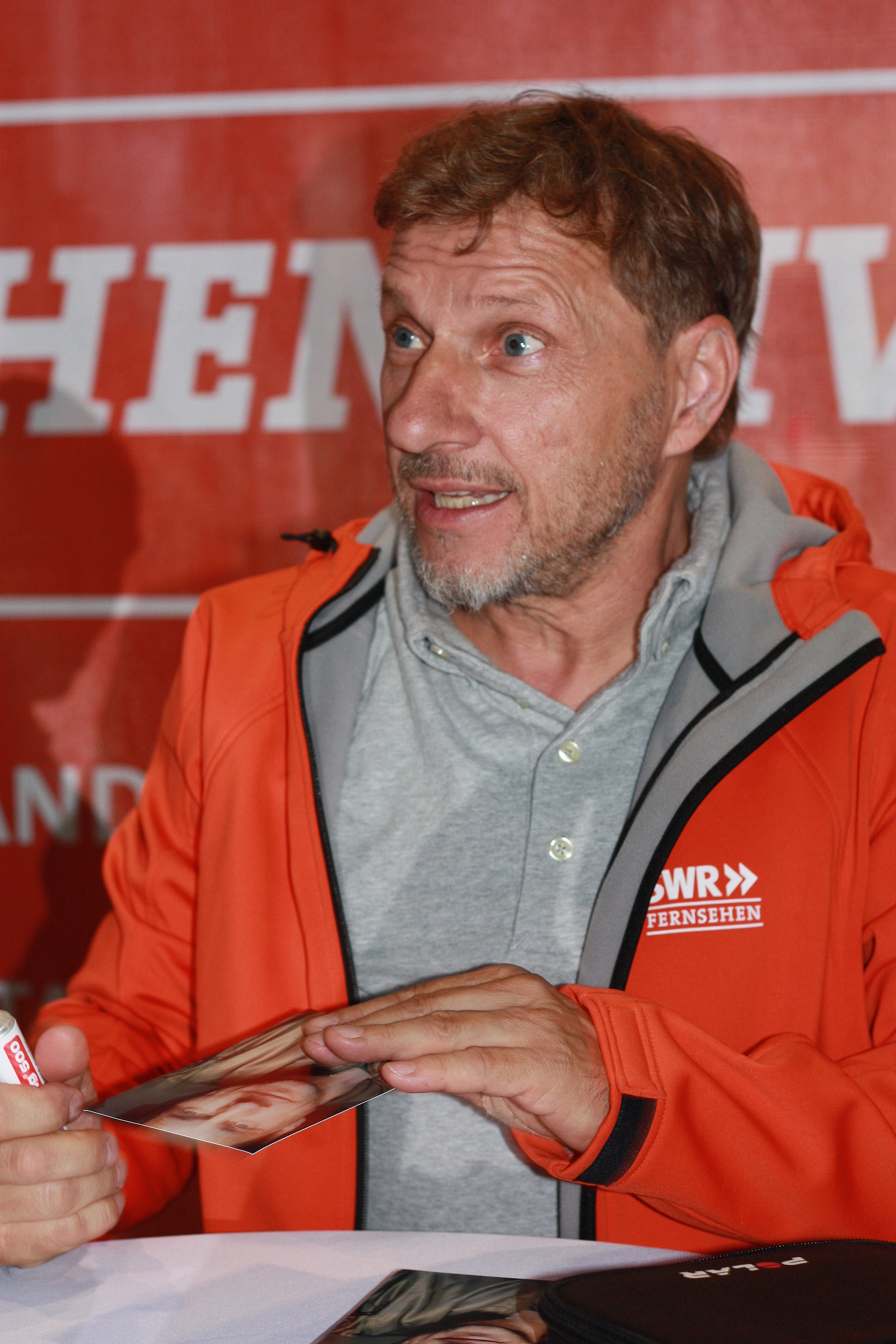
Richy Müller, 2016

- Revolte im Erziehungshaus von Peter Martin Lampel

1986–1988: Freie Volksbühne Berlin
- Gerettet von Edward Bond (Inszenierung: Hans Neuenfels)
- Emilia Galotti von Gotthold Ephraim Lessing (Inszenierung: Hans Neuenfels)
- Im Dickicht der Städte von Bert Brecht

1989–1990: Schauspiel Frankfurt
- 1918 von Lion Feuchtwanger (Inszenierung: Einar Schleef)
- King Lear von Shakespeare (Inszenierung: Robert Wilson)
- Faust. Der Tragödie erster und zweiter Teil von Goethe (Inszenierung: Einar Schleef)

2009: Kammertheater Karlsruhe
- Cyrano de Bergerac von Edmond Rostand (Inszenierung: Christian Nickel)

2013 bis heute:
- Rain Man von Dan Gordon in der Rolle des Raymond (Inszenierung: Christian Nickel)

2016: Bad Hersfelder Festspiele
- Hexenjagd (Inszenierung: Dieter Wedel)[16]

2022: Bad Hersfelder Festspiele
- Notre Dame von Victor Hugo in der Rolle des Claude Frollo (Inszenierung: Joern Hinkel)